# Psammodius subopacus
Psammodius subopacus är en skalbaggsart som beskrevs av Shuhei Nomura 1973. Psammodius subopacus ingår i släktet Psammodius och familjen Aphodiidae. Inga underarter finns listade i Catalogue of Life.